# Сандра Шайн
Сандра Шайн (на английски: Sandra Shine) е артистичен псевдоним на Юдит Барбара Диош (на унгарски: Diós Barbara Judit) – унгарска порнографска актриса, модел, режисьор и продуцент на порнографски филми.

## Биография
Родена е на 9 септември 1981 г. в град Будапеща, Унгария. Израства с майка си и с по-големия си брат. От 1988 до 1996 г. учи в начално училище. През 1996 г. започва да учи в гимназия и я завършва през 2000 г. След това кандидатства и е приета в бизнес университет в родината си и започва да съчетава ученето и работата като модел. Живее в Унгария, но и много често пътува по света. Сандра Шайн споделя в свои интервюта, че хобитата ѝ са секс, пътуване и бокс аеробика. Любимият ѝ спорт е скокове във вода и твърди, че го е практикувала две години, но сега предпочита да го гледа по телевизията. Има два автомобила – „Рено Меган“ и „БМВ 232 Кабриолет“. 

## Кариера
Първоначално се занимава с мода – от 15-годишна възраст, и е била доволна от работата си, но с течение на времето твърди, че усеща, че нещо ѝ липсва и така решава да промени своето амплоа. Навършила вече 18 години, тя се явила на кастинг за нудистки фотосесии и е одобрена. Новата ѝ работа ѝ допада и след известно време започнала да прави по-„хард“ сцени и да снима филми. Започва своята кариера в индустрията за възрастни през 2001 г., когато е на 20 години. Най-напред използва псевдонима Джудит Дивайн (Judith Devine). По-късно приема за псевдоним „Сандра Шайн“, който идва от името на най-добрата ѝ приятелка в училище – Сандра, и от думата „shine“, означаваща блясък, както я наричали познатите ѝ хора. Сандра Шайн споделя, че в работата си като порноактриса харесва пътуванията, парите и секси момичетата. Снима соло сцени ли такива с жени, като има само една сцена с мъж.
Избирана е два пъти за Пентхаус любимец на месеца.  Снима фотосесии за редица известни списания като Playboy, Penthouse, Genesis, Perfect 10, Хъслър и др. и е била на техните корици. Притежава и агенция за порно модели в Будапеща, Унгария – „Sandra's Models Hungarian Adult Model Agency“. 
Сандра Шайн има само една сцена с мъж, в която прави вагинален и орален секс. Тази сцена е от поредицата на Playboy Series – „Interview With A Sex Maniac.“  Във всичките си останали сцени тя прави мастурбации, лесбийски секс и лесбийски групови изпълнения. Снимала е заедно с много порно актриси от различни националности, сред които унгарските ѝ сънароднички Ийв Ейнджъл, Джуди Неро, Санди (Жанет Егерхази), Дорина, Дана Кели, Кристел Стар, Каталин Кирали, Моника Суит, Софи Муун, Анита Дарк, Рита Фалтояно; датчанката Моник Дейн; американките Ейнджъл Касиди, Тийгън Пресли, Джеси Джейн, Оугъст Найт, Селесте Стар, Кинзи Кенър; украинките Алиса, Виктория Здрок, канадките Софиа Санти, Кирстън Прайс; англичанката МакКензи Лий; чешката порно звезда Яна Кова; родената в Хаваи Наутика Торн и редица други. 

## Награди
- Viv Thomas момиче на месец март 2006. [21]
- Viv Thomas награда за най-добра момиче/момиче (лесбийска) сцена за 2005 година – наградата получават Сандра Шайн и Ийв Ейнджъл за сцената им от филма „Pink Velvet 3: A Lesbian Odyssey“ (2005). [22]
- 2003: Пентхаус любимец за месец август.[23][24]
- 2001: Пентхаус любимец за месец февруари (с псевдонима Judith Devine).[25][26]
- 2011: Номинация за Galaxy награда за най-добър персонален уебсайт в Европа.
- 2011: Номинация за XBIZ награда за чуждестранна изпълнителка на годината.[27]
- 2012: Номинация за XBIZ награда за чуждестранна изпълнителка на годината.[28]

## Филмография
| - Lesbian Encounters (2009) - Sex with Sandra Shine (2009) - Girl on Girl 3 (2007)  - Sex with Eve Angel (2007) - Give Me Pink 2 (2007) - My Space 3: Bound (2007) - No Man's Land: Girls in Love (2007) - Pink on Pink (2007) - Young, Hot & Bothered (2007) - The Platinum Collection: UK vs Europe (2006) - Interview with a Sex Maniac (2006) - Naughtiness (2006) - Golden High Heels 2 (2006) - Flowers of Love #1 (2006) - McKenzie Made (2006) - Art of Love (2006) - Age of Amazons, Episode II: Ancients Land (2006) - ALS DVD #87: Sandra Shine Shoot 2 (2006) - Club DVD 1 (2006) - Deeper 3 (2006) - Hot Cherry Pies 3 (2006) - Marvelous (2006) - Stripper Fights (2006) - Best of 21Sextury 2005 (2005) - 8MM 2 (2005) (V) (as Judit Diós) .... Cilla - Lesglam Two (2005) aka Lesbian Fever Two (International: English title: DVD title) - Every Man's Fantasy 2 (2005) .... Model 1, Segment 6 - Lesglam One (2005) aka Lesbian Fever One (International: English title: DVD title) - All About Eve (2005) .... Mrs. Shine - Posh Kitten (2005) .... The Import - „Sophie's Wet Dreams“ (2005) TV series - Butterfly (2005) - Mayfair: The Private Practice (2005) .... Nurse - The Art of Kissing (2005) - The Return of Sandy (2005) - Pink Velvet 3: A Lesbian Odyssey (2005) - Viv's Dream Team (2005) aka Viv's Dream Team Girls (USA) - Our Movie by Sophie & Stella (2005) - Sticky Fingers (2005) - „Sandy: Agent Provocateur“ (2005) TV series - Age of Amazons, Episode I: The Sids (2005) .... Leia Sid - Bluelight (2005) - Bodies in Motion (2005) - DarkSide (2005) .... Blue Girl - De-Briefed (2005) - Hotel Bliss (2005) - In the Crack 068: Sandra Shine (2005) - Intoxicated (2005) - Lady Lust 2 (2005) | - Leg Action 2 (2005) - Lip's Toes and Hose (2005) - Russian Institute: Lesson 1 (2005) - Russian Institute: Lesson 3 (2005) - Strap It On (2005) - The Best by Private 67: Private 40th Anniversary, the Ultimate Anthology Set 1965 – 2005 (2005) - Three's Cumpany (2005) - Penthouse: Labor of Lust (2004) - Hot Legs & Feet (2004) - Six Days with Vera: Volume One (2004) .... Sandra - Private Platinum: The Best Scenes of 2003 (2004) - Alien Love Fantasy (2004) - At Your Service (2004) aka House Man (UK) - Bubblegirls: Sandra Shine (2004) - Bubblegirls: Sandra Shine & Ginger (2004) - Bubblegirls: Sandra Shine & May (2004) - Bubblegirls: Sandra Shine Plays Alone (2004) - Bubblegirls: Sandra Shine & Sandy (2004) - Finger Licking Good (2004) - Football Fantasies (2004) - Girls on Girls 2 (2004) - Ladies in Lust (2004) - Sex Ambassador (2004) - Teagan Erotique (2004) - LesBabez (2004) aka Classics Collection: LesBabez (International: English title: reissue title), aka Les Babez (International: English title) - LesBabez III (2004) aka Classics Collection: LesBabez III (International: English title: reissue title), aka Les Babez III (International: English title) - LesBabez IV (2004) aka Classics Collection: LesBabez IV (International: English title: reissue title), aka Les Babez IV (International: English title) - No Man's Land 39 (2004) - Protection très rapprochée (2004) aka Sleeping with the Enemy (USA) - Sandy's Girls 2 (2004) aka Classics Collection: Sandy's Girls 2 (International: English title: reissue title) - 100% Strap-on (2003) - Anal Addicts 11 (2003) - Campus Confessions 7 (2003) - Dirty Girlz 2 (2003) - Girl + Girl No. 1 (2003) - Girls on Girls (2003) - Leg Affair 1 (2003) - North Pole #39 (2003) - Private Reality No. 13: Explosive Women (2003) - Pussy Foot'n 6 (2003) - The Best by Private 49: I Want to Fuck You... in the Kitchen (2003) - The Best by Private 50: Lesbian Games (2003) - A hídember (2002) aka The Bridgeman (International: English title) - ALS Video #36: Budapest Shoot – Part 1 (2002) - Hot Showers 2 (2002) - 18 salopes à enculer (2002) - Legal Skin 5 (2002) - Private: 24 Karat (2002) - Barely Legal 17 (2001) |  |